# Antonina meghalayaensis
Antonina meghalayaensis är en insektsart som beskrevs av Khalid och Shafee 1988. Antonina meghalayaensis ingår i släktet Antonina och familjen ullsköldlöss. Inga underarter finns listade i Catalogue of Life.